# Mistrovství Evropy juniorů v plavání na otevřené vodě 2019
XVII. mistrovství juniorů Evropy v plavání na otevřené vodě za rok 2019 proběhlo na veslařském kanále v Račicích, Česko ve dnech 2. až 4. srpna 2019.

## Česká stopa
V kategorii dorostenek do 16 let startovalo 33 závodnic – Denisa Bartošová (*2005) z SK Slavia Praha obsadila 26. místo, Kateřina Červenková  (*2004) z PK Příbram 27. místo a Veronika Seidlová (*2005) z SK Slavia Praha 32. místo. V kategorii mladších juniorek do 18 let startovalo 38 závodnic – Lucie Zubalíková (*2002) z KPSP Kometa Brno obsadila 14. místo a Julie Pleskotová (*2002) z SC Zéva Hradec Králové 21. místo. V kategorii starších juniorek do 20 let startovalo 29 závodnic – Veronika Petřeková (*2000) z KPS Ostrava obsadila 15. místo, Pavlína Soukupová (*2000) z PK Slavia VŠ Plzeň 20. místo a Lucie Šebestová (*2001) z PK Slavia VŠ Plzeň 23. místo
V kategorii dorostenců do 16 let startovalo 35 závodníků – Tomáš Chocholatý (*2004) z PK Slavia VŠ Plzeň obsadil 20. místo a Tomáš Reissmüller (*2005) z PK Příbram 22. místo. V kategorii mladších juniorů do 18 let startovalo 40 závodníků – David Ludvík (*2002) z TJ Lokomotiva Beroun obsadil 11. místo, Maxim Suk (*2002) z SOP Kolín 31. místo a Tadeáš Neliba (*2003) z TJ Lokomotiva Beroun 36. místo. V kategorii starších juniorů do 20 let startovalo 38 závodníků – Martin Straka (*2000) z TJ Bohemians Praha obsadil 23. místo, Jakub Kačerovský (*2001) z USK Praha 29. místo a Vojislav Štěrba (*2001) z TJ Bohemians Praha závod vzdal.
Smíšená štafeta 4×1250 m do 17 let ve složení Denisa Bartošová, Kateřina Červenková, Tomáš Chocholatý, Tadeáš Neliba obsadila z 9 štafet 8. místo. Smíšená štafeta 4×1250 m do 20 let ve složení Lucie Zubalíková, Veronika Petřeková, Martin Straka, David Ludvík doplavala ze 14 štafet na 8. místě.

## Výsledky

### Individuální disciplíny
| Muži | Muži                      | Zlato                     | Zlato     | Stříbro                 | Stříbro   | Bronz                       | Bronz     |
| ---- | ------------------------- | ------------------------- | --------- | ----------------------- | --------- | --------------------------- | --------- |
| U16  | 5 km                      | Linus Schwedler (GER)     | 54:05,5   | Pasquale Giordano (ITA) | 54:078    | László Galicz (HUN)         | 54:110    |
| U18  | 7,5 km                    | Alexandr Stěpanov (RUS)   | 1:20:31,7 | Dávid Betlehem (HUN)    | 1:20:43,9 | Pol Yagues (ESP)            | 1:20:48,6 |
| U20  | plavecký maraton na 10 km | Nathan Hughes (GBR)       | 1:55:49,9 | Dávid Huszti (HUN)      | 1:55:51,1 | Péter Gálicz (HUN)          | 1:55:51,4 |
| Ženy | Ženy                      | Zlato                     | Zlato     | Stříbro                 | Stříbro   | Bronz                       | Bronz     |
| U16  | 5 km                      | Mira Szimcsáková (HUN)    | 57:07,0   | Ella Dysonová (GBR)     | 57:08,2   | Marlene Blankeová (GER)     | 57:08,3   |
| U18  | 7,5 km                    | Maria Clarová (ESP)       | 1:25:19,7 | Vivien Baloghová (HUN)  | 1:26:19,2 | Madelon Catteauová (FRA)    | 1:26:23,8 |
| U20  | plavecký maraton na 10 km | Océane Cassignolová (FRA) | 2:01:28,3 | Lea Boyová (GER)        | 2:01:32,3 | Jekatěrina Sorokinová (RUS) | 2:01:42,6 |

### Štafety
| Mix | Mix             | Zlato                                                                               | Zlato   | Stříbro                                                                                | Stříbro | Bronz                                                                                         | Bronz   |
| --- | --------------- | ----------------------------------------------------------------------------------- | ------- | -------------------------------------------------------------------------------------- | ------- | --------------------------------------------------------------------------------------------- | ------- |
| U17 | 4×1250 m (5 km) | Maďarsko (HUN) (Kincső Gálová, Mira Szimcsáková, László Galicz, Dávid Betlehem)     | 57:01,1 | Rusko (RUS) (Polina Istominová, Jekatěrina Rybakovová, Ivan Morgun, Alexandr Stěpanov) | 57:05,9 | Německo (GER) (Marlene Blankeová, Evelin Edelová, Timo Henning, Linus Schwedler)              | 57:38,2 |
| U20 | 4×1250 m (5 km) | Itálie (ITA) (Silvia Ciccarellaová, Giulia Bertonová, Luca Amura, Giulio Iaccarino) | 56:24,9 | Německo (GER) (Elea Linkaová, Lea Boyová, Aaron Schmidt, Oliver Klemet)                | 56:33,0 | Francie (FRA) (Océane Cassignolová, Madelon Catteauová, Clément Batte, Jean-Baptiste Clusman) | 56:44,8 |

## Medailová bilance
V plavání na otevřené vodě se rozdělilo celkem 8 sad medailí.
| Pořadí | Stát                     |       | Muži    | Muži  | Muži  |         | Ženy  | Ženy  | Ženy    |       | Mix   | Mix     | Mix   |  | Muži + Ženy + Mix | Muži + Ženy + Mix | Muži + Ženy + Mix | Celkem |
| Pořadí | Stát                     | Zlato | Stříbro | Bronz | Zlato | Stříbro | Bronz | Zlato | Stříbro | Bronz | Zlato | Stříbro | Bronz |  |                   |                   |                   | Celkem |
| ------ | ------------------------ | ----- | ------- | ----- | ----- | ------- | ----- | ----- | ------- | ----- | ----- | ------- | ----- |  | ----------------- | ----------------- | ----------------- | ------ |
| 1.     | Maďarsko (HUN)           |       | 0       | 2     | 2     |         | 1     | 1     | 0       |       | 1     | 0       | 0     |  | 2                 | 3                 | 2                 | 7      |
| 2.     | Německo (GER)            |       | 1       | 0     | 0     |         | 0     | 1     | 1       |       | 0     | 1       | 1     |  | 1                 | 2                 | 2                 | 5      |
| 3.     | Rusko (RUS)              |       | 1       | 0     | 0     |         | 0     | 0     | 1       |       | 0     | 1       | 0     |  | 1                 | 1                 | 1                 | 3      |
| 4.     | Itálie (ITA)             |       | 0       | 1     | 0     |         | 0     | 0     | 0       |       | 1     | 0       | 0     |  | 1                 | 1                 | 0                 | 2      |
| 4.     | Spojené království (GBR) |       | 1       | 0     | 0     |         | 0     | 1     | 0       |       | 0     | 0       | 0     |  | 1                 | 1                 | 0                 | 2      |
| 6.     | Francie (FRA)            |       | 0       | 0     | 0     |         | 1     | 0     | 1       |       | 0     | 0       | 1     |  | 1                 | 0                 | 2                 | 3      |
| 7.     | Španělsko (ESP)          |       | 0       | 0     | 1     |         | 1     | 0     | 0       |       | 0     | 0       | 0     |  | 1                 | 0                 | 1                 | 2      |
| Celkem | Celkem                   |       | 3       | 3     | 3     |         | 3     | 3     | 3       |       | 2     | 2       | 2     |  | 8                 | 8                 | 8                 | 24     |